# Henckelia calva
Henckelia calva là một loài thực vật có hoa trong họ Tai voi. Loài này được Charles Baron Clarke mô tả khoa học đầu tiên năm 1883 dưới danh pháp Chirita calva.